# Tsavobracon
Tsavobracon är ett släkte av steklar. Tsavobracon ingår i familjen bracksteklar.
Kladogram enligt Catalogue of Life:
| Tsavobracon | \| \| Tsavobracon atripennis \| \| \| \| \| \| Tsavobracon erlangeri \| \| \| \| |
|             | \| \| Tsavobracon atripennis \| \| \| \| \| \| Tsavobracon erlangeri \| \| \| \| |
|             | Tsavobracon atripennis                                                           |
|             |                                                                                  |
|             | Tsavobracon erlangeri                                                            |
|             |                                                                                  |